# Mittelbergheim
Mittelbergheim település Franciaországban, Bas-Rhin megyében. Lakosainak száma 599 fő (2022. január 1.). Mittelbergheim Andlau, Barr, Eichhoffen és Saint-Pierre községekkel határos.

## Népesség
A település népességének változása:
| Lakosok száma | 658  | 655  | 676  | 650  | 635  | 620  | 605  | 598  | 599  |
|               | 2013 | 2015 | 2016 | 2017 | 2018 | 2019 | 2020 | 2021 | 2022 |